# Пам'ятки історії Компаніївського району
У Компаніївському районі Кіровоградської області на обліку перебуває 37 пам'яток історії.
| № пп | Охорон. номер   | Найменування пам'ятки                                                                         | Місцезнаходження пам'ятки                              | Епоха         | Значення | Рішення                                    |
| ---- | --------------- | --------------------------------------------------------------------------------------------- | ------------------------------------------------------ | ------------- | -------- | ------------------------------------------ |
| 1    | 381             | Братська могила радянських воїнів. Поховано 43 воїни                                          | смт Компаніївка                                        | 1944 р.       | місцева  | № 404 від 17.09.1969                       |
| 2    | 1009            | Пам'ятник воїнам-визволителям                                                                 | смт Компаніївка, вул. Тополина, 3                      | 1944 р.       | місцева  | № 301 від 25.06.1982                       |
| 3    | 1010            | Пам'ятний знак воїнам-землякам                                                                | смт Компаніївка, вул. Шевченка                         | 1941—1945 рр. | місцева  | № 301 від 25.06.1982                       |
| 4    | 2232            | Братська могила радянських воїнів                                                             | смт Компаніївка                                        | 1944 р.       | місцева  | № 65 від 21.02.1989                        |
| 5    | 382 382/1 382/2 | Братська могила радянським воїнам та пам'ятний знак воїнам-землякам. Поховано 3 воїни         | с. Виноградівка, Виноградівська с/р, біля адмінбудинку | 1944 р.       | місцева  | № 404 від 17.09.1969, № 149 від 10.05.1988 |
| 6    | 1011            | Могила Шевченка І. С. — радянського воїна                                                     | с. Водяне, Водянська с/р, біля клубу                   | 1944 р.       | місцева  | № 301 від 25.06.1982                       |
| 7    | 383 383/1 383/2 | Братська могила радянських воїнів та пам'ятний знак воїнам-землякам. Поховано 17 воїнів       | с. Гарманівка, Гарманівська с/р, біля клубу            | 1944 р.       | місцева  | № 404 від 17.09.1969                       |
| 8    | 384             | Братська могила радянських воїнів. Поховано 141 воїнів                                        | с. Губівка, Губівська с/р, біля школи                  | 1944 р.       | місцева  | № 404 від 17.09.1969                       |
| 9    | 1124            | Пам'ятний знак на честь визволення району                                                     | с. Губівка, Губівська с/р, біля школи                  | 1944 р.       | місцева  | № 281 від 16.05.1985                       |
| 10   | 385             | Пам'ятний знак на честь уродженця села Дем'яна Бєдного (Придворова Ю. А.) — радянського поета | с. Губівка, Губівська с/р, школа                       | 1883—1945 рр. | місцева  | № 404 від 17.09.1969                       |
| 11   | 386             | Братська могила радянських воїнів. Поховано 3 воїни                                           | с. Полинівка, Полтавська с/р, біля клубу               | 1944 р.       | місцева  | № 404 від 17.09.1969                       |
| 12   | 387 387/1 387/2 | Братська могила радянських воїнів та пам'ятний знак воїнам-землякам. Поховано 71 воїна        | с. Зелене, Мар'ївська с/р, біля клубу                  | 1944 р.       | місцева  | № 404 від 17.09.1969                       |
| 13   | 388             | Братська могила радянських воїнів. Поховано 11 воїнів                                         | с. Інженерівка, Петрівська с/р                         | 1944 р.       | місцева  | № 404 від 17.09.1969                       |
| 14   | 2233            | Могила Шаповалова Д. М. — радянського воїна                                                   | с. Коротяк, Коротяцька с/р, сільське кладовище         | 1941 р.       | місцева  | № 65 від 21.02.1989                        |
| 15   | 2393            | Пам'ятний знак воїнам-землякам                                                                | с. Коротяк, Коротяцька с/р, біля адмінбудинку          | 1941 р.       | місцева  | № 303 від 13.12.1993                       |
| 16   | 1125            | Могила радянського воїна                                                                      | с. Коротяк, Коротяцька с/р, біля адмінбудинку          | 1941 р.       | місцева  | № 281 від 16.05.1985                       |
| 17   | 389             | Братська могила радянських воїнів. Поховано 16 воїнів                                         | с. Лозуватка, Лозуватська с/р, центр                   | 1944 р.       | місцева  | № 404 від 17.09.1969                       |
| 18   | 2234            | Могила Гриценка А. Г. — радянського воїна                                                     | с. Лозуватка, Лозуватська с/р, кладовище               | 1941 р.       | місцева  | № 65 від 21.02.1989                        |
| 19   | 1126            | Братська могила учасників громадянської війни. Поховано 2 воїни                               | с. Лозуватка, Лозуватська с/р, центр                   | 1918—1920 рр. | місцева  | № 281 від 16.05.1985                       |
| 20   | 390             | Братська могила радянських воїнів. Поховано 136 воїнів                                        | с. Мар'ївка, Мар'ївська с/р, біля школи                | 1944 р.       | місцева  | № 404 від 17.05.1969                       |
| 21   | 391             | Братська могила радянських воїнів. Поховано 57 воїнів                                         | с. Мар'ївка, Мар'ївська с/р                            | 1944 р.       | місцева  | № 404 від 17.05.1969                       |
| 22   | 392             | Братська могила радянських воїнів. Поховано 17 воїнів                                         | с. Нечаївка, Нечаївська с/р, біля клубу                | 1944 р.       | місцева  | № 404 від 17.05.1969                       |
| 23   | 1012            | Пам'ятник Яновському Ю. І. — українському письменнику, уродженцю села                         | с. Нечаївка, Нечаївська с/р, біля музею                | 1902—1954 рр. | місцева  | № 301 від 25.08.1982                       |
| 24   | 1127            | Пам'ятний знак на місці будинку, в якому народився Яновський Ю. І. — український письменник   | с. Нечаївка, Нечаївська с/р, сквер                     | 1902—1954 рр. | місцева  | № 281 від 16.05.1985                       |
| 25   | 1128            | Будинок лікарні, в якій працював Микитенко І. К. — український письменник                     | с. Нечаївка, Нечаївська с/р, лікарня                   | 1920—1922 рр. | місцева  | № 281 від 16.05.1985                       |
| 26   | 393 393/1 393/2 | Братська могила радянських воїнів та пам'ятний знак воїнам-землякам. Поховано 24 воїни        | с. Першотравенка, Першотравенська с/р, біля клубу      | 1944 р.       | місцева  | № 404 від 17.09.1969                       |
| 27   | 394 394/1 394/2 | Братська могила радянських воїнів та пам'ятний знак воїнам-землякам. Поховано 15 воїнів       | с. Петрівка, Петрівська с/р, біля клубу                | 1944 р.       | місцева  | № 404 від 17.09.1969                       |
| 28   | 1129            | Пам'ятний знак воїнам-землякам                                                                | с. Полтавка, Полтавська с/р                            | 1941—1945 рр. | місцева  | № 281 від 16.05.1985                       |
| 29   | 395 395/1 395/2 | Братська могила радянських воїнів та пам'ятний знак воїнам-землякам. Поховано 3 воїни         | с. Роздолля, Червоновершківська с/р, біля табору       | 1944 р.       | місцева  | № 404 від 17.09.1969                       |
| 30   | 396 396/1 396/2 | Братська могила радянських воїнів та пам'ятний знак воїнам-землякам. Поховано 25 воїнів       | с. Сасівка, Сасівська с/р, біля школи                  | 1944 р.       | місцева  | № 404 від 17.09.1969                       |
| 31   | 1130            | Пам'ятний знак на честь перебування Пушкіна О. С. — російського поета                         | с. Сасівка, Сасівська с/р                              | 1824 р.       | місцева  | № 281 від 16.05.1985                       |
| 32   | 397 397/1 397/2 | Братська могила радянських воїнів та пам'ятний знак воїнам-землякам. Поховано 45 воїнів       | с. Софіївка, Софіївська с/р, біля клубу                | 1944 р.       | місцева  | № 404 від 17.09.1969                       |
| 33   | 398             | Братська могила радянських воїнів. Поховано 3 воїни                                           | с. Травневе, Виноградівська с/р, центр села            | 1944 р.       | місцева  | № 404 від 17.09.1969                       |
| 34   | 1013            | Місце табору військовополонених 800 чоловік                                                   | с. Тернова Балка, Мар'ївська с/р, за селом             | 1941—1945 рр. | місцева  | № 301 від 25.06.1982                       |
| 35   | 399 399/1 399/2 | Братська могила радянських воїнів та пам'ятний знак воїнам-землякам. Поховано 92 воїни        | с. Червоновершка, Червоновершківська с/р, центр села   | 1944 р.       | місцева  | № 404 від 17.09.1969                       |
| 36   | 1131            | Пам'ятний знак воїнам-землякам                                                                | с. Червона Слобода, Червонослобідська с/р              | 1941—1945 рр. | місцева  | № 149 від 10.05.1988                       |
| 37   | 1132            | Пам'ятний знак воїнам-землякам. Поховано 92 воїни                                             | с. Червоновершка, Червоновершківська с/р, центр села   | 1941—1945 рр. | місцева  | № 281 від 16.05.1985                       |
|      |                 |                                                                                               |                                                        |               |          |                                            |